# Тамды (Западно-Казахстанская область)
Тамды (каз. Тамды, до 199? г. — Жданово) — село в Сырымском районе Западно-Казахстанской области Казахстана. Входит в состав Жосалинского сельского округа. Код КАТО — 275847400.

## Население
В 1999 году население села составляло 342 человека (170 мужчин и 172 женщины). По данным переписи 2009 года, в селе проживало 216 человек (113 мужчин и 103 женщины).